# Sivaporn Ratanapool
Sivaporn Ratanapool (nascido em 17 de março de 1954) é um ex-ciclista tailandês. Representou sua nação em dois eventos nos Jogos Olímpicos de Verão de 1972.